# Plebejus akbesiana
Plebejus akbesiana är en fjärilsart som beskrevs av Charles Oberthür 1904. Plebejus akbesiana ingår i släktet Plebejus och familjen juvelvingar. Inga underarter finns listade i Catalogue of Life.